# 聖埃爾莫 (伊利諾伊州)
聖埃爾莫（英語：St. Elmo）是一個位於美國伊利諾伊州費耶特縣的城市。

## 地理
聖埃爾莫的座標為39°01′36″N 88°01′57″W / 39.02667°N 88.03250°W，而該地的平均海拔高度為189米（即620英尺）。

## 人口
根據2010年美國人口普查的數據，聖埃爾莫的面積為3.14平方千米，當中陸地面積為3.08平方千米，而水域面積為0.06平方千米。當地共有人口1426人，而人口密度為每平方千米454.14人。